# Vindere af grand slam-mesterskaber i damesingle
Vindere af grand slam-mesterskaber i damesingle er en liste over vinderne af damesinglerækken ved de fire grand slam-turneringer i tennis, Australian Open, French Open, Wimbledon-mesterskaberne og US Open.
Wimbledon-mesterskabet er det ældste af grand slam-mesterskaberne i damesingle og er afviklet siden 1884, mens US Open-mesterskabet er tre år yngre. Det franske mesterskab blev første gang spillet i 1897 men var indtil 1924 forbeholdt medlemmer af franske tennisklubber. Det australske mesterskab kom til i 1922.
Til og med 1924 havde disse fire mesterskaber ikke nogen egentlig officiel status, bortset fra Wimbledon-mesterskabet, der i perioden 1913-24 var anerkendt af International Lawn Tennis Federation som officielt verdensmesterskab på græs. Da ILTF i 1924 afskaffede VM-begrebet, blev de fire nuværende grand slam-turneringer officielt anerkendt som "major championships".
Turneringerne var til og med april 1968 forbeholdt amatører, men siden da har mesterskaberne også været åbne for professionelle spillere. Det betød dog ikke den store forskel i damesingle, eftersom professionelle kvindelige tennisspillere var et særsyn inden 1968.
Australian Open blev spillet i januar indtil 1977, hvorefter terminen blev flyttet til december, og derfor var der to Australian Opens i 1977. Ni år senere blev terminen flyttet tilbage til januar, hvorfor mesterskabet i december 1985 blev efterfulgt af mesterskabet i januar 1987, og derfor var der intet mesterskab i kalenderåret 1986.

## Alle mestre
| År   | Australasiatisk mesterskab                | Fransk mesterskab                          | Wimbledon                                  | Amerikansk mesterskab          |
| ---- | ----------------------------------------- | ------------------------------------------ | ------------------------------------------ | ------------------------------ |
| 1884 | Ikke spillet før 1922                     | Ikke spillet før 1897                      | Maud Watson (1/2)                          | Ikke spillet før 1887          |
| 1885 | Ikke spillet før 1922                     | Ikke spillet før 1897                      | Maud Watson (2/2)                          | Ikke spillet før 1887          |
| 1886 | Ikke spillet før 1922                     | Ikke spillet før 1897                      | Blanche Bingley (1/6)                      | Ikke spillet før 1887          |
| 1887 | Ikke spillet før 1922                     | Ikke spillet før 1897                      | Lottie Dod (1/5)                           | Ellen Hansell                  |
| 1888 | Ikke spillet før 1922                     | Ikke spillet før 1897                      | Lottie Dod (2/5)                           | Bertha Townsend (1/2)          |
| 1889 | Ikke spillet før 1922                     | Ikke spillet før 1897                      | Blanche Hillyard (2/6)                     | Bertha Townsend (2/2)          |
| 1890 | Ikke spillet før 1922                     | Ikke spillet før 1897                      | Lena Rice                                  | Ellen Roosevelt                |
| 1891 | Ikke spillet før 1922                     | Ikke spillet før 1897                      | Lottie Dod (3/5)                           | Mabel Cahill (1/2)             |
| 1892 | Ikke spillet før 1922                     | Ikke spillet før 1897                      | Lottie Dod (4/5)                           | Mabel Cahill (2/2)             |
| 1893 | Ikke spillet før 1922                     | Ikke spillet før 1897                      | Lottie Dod (5/5)                           | Aline Terry                    |
| 1894 | Ikke spillet før 1922                     | Ikke spillet før 1897                      | Blanche Hillyard (3/6)                     | Helen Hellwig                  |
| 1895 | Ikke spillet før 1922                     | Ikke spillet før 1897                      | Charlotte Cooper (1/5)                     | Juliette Atkinson (1/3)        |
| 1896 | Ikke spillet før 1922                     | Ikke spillet før 1897                      | Charlotte Cooper (2/5)                     | Elisabeth Moore (1/4)          |
| 1897 | Ikke spillet før 1922                     | Adine Masson*                              | Blanche Hillyard (4/6)                     | Juliette Atkinson (2/3)        |
| 1898 | Ikke spillet før 1922                     | Adine Masson*                              | Charlotte Cooper (3/5)                     | Juliette Atkinson (3/3)        |
| 1899 | Ikke spillet før 1922                     | Adine Masson*                              | Blanche Hillyard (5/6)                     | Marion Jones (1/2)             |
| 1900 | Ikke spillet før 1922                     | Hélène Prévost*                            | Blanche Hillyard (6/6)                     | Myrtle McAteer                 |
| 1901 | Ikke spillet før 1922                     | P. Girod*                                  | Charlotte Cooper Sterry (4/5)              | Elisabeth Moore (2/4)          |
| 1902 | Ikke spillet før 1922                     | Adine Masson*                              | Muriel Robb                                | Marion Jones (2/2)             |
| 1903 | Ikke spillet før 1922                     | Adine Masson*                              | Dorothea Douglass (1/7)                    | Elisabeth Moore (3/4)          |
| 1904 | Ikke spillet før 1922                     | Kate Gillou*                               | Dorothea Douglass (2/7)                    | May Sutton (1/3)               |
| 1905 | Ikke spillet før 1922                     | Kate Gillou*                               | May Sutton (2/3)                           | Elisabeth Moore (4/4)          |
| 1906 | Ikke spillet før 1922                     | Kate Gillou-Fenwick*                       | Dorothea Douglass (3/7)                    | Helen Homans                   |
| 1907 | Ikke spillet før 1922                     | Comtesse de Kermel*                        | May Sutton (3/3)                           | Evelyn Sears                   |
| 1908 | Ikke spillet før 1922                     | Kate Gillou-Fenwick*                       | Charlotte Cooper Sterry (5/5)              | Maud Barger-Wallach            |
| 1909 | Ikke spillet før 1922                     | Jeanne Matthey*                            | Dora Boothby                               | Hazel Hotchkiss Wightman (1/4) |
| 1910 | Ikke spillet før 1922                     | Jeanne Matthey*                            | Dorothea Lambert Chambers (4/7)            | Hazel Hotchkiss Wightman (2/4) |
| 1911 | Ikke spillet før 1922                     | Jeanne Matthey*                            | Dorothea Lambert Chambers (5/7)            | Hazel Hotchkiss Wightman (3/4) |
| 1912 | Ikke spillet før 1922                     | Jeanne Matthey*                            | Ethel Thomson Larcombe                     | Mary Browne (1/3)              |
| 1913 | Ikke spillet før 1922                     | Marguerite Broquedis*                      | Dorothea Lambert Chambers (6/7)            | Mary Browne (2/3)              |
| 1914 | Ikke spillet før 1922                     | Marguerite Broquedis*                      | Dorothea Lambert Chambers (7/7)            | Mary Browne (3/3)              |
| 1915 | Ikke spillet før 1922                     | Ingen mesterskaber pga. første verdenskrig | Ingen mesterskaber pga. første verdenskrig | Molla Bjurstedt (1/8)          |
| 1916 | Ikke spillet før 1922                     | Ingen mesterskaber pga. første verdenskrig | Ingen mesterskaber pga. første verdenskrig | Molla Bjurstedt (2/8)          |
| 1917 | Ikke spillet før 1922                     | Ingen mesterskaber pga. første verdenskrig | Ingen mesterskaber pga. første verdenskrig | Molla Bjurstedt (3/8)          |
| 1918 | Ikke spillet før 1922                     | Ingen mesterskaber pga. første verdenskrig | Ingen mesterskaber pga. første verdenskrig | Molla Bjurstedt (4/8)          |
| 1919 | Ikke spillet før 1922                     | Ingen mesterskaber pga. første verdenskrig | Suzanne Lenglen (1/8)                      | Hazel Hotchkiss Wightman (4/4) |
| 1920 | Ikke spillet før 1922                     | Suzanne Lenglen*                           | Suzanne Lenglen (2/8)                      | Molla Bjurstedt (5/8)          |
| 1921 | Ikke spillet før 1922                     | Suzanne Lenglen*                           | Suzanne Lenglen (3/8)                      | Molla Mallory (6/8)            |
| 1922 | Margaret Molesworth (1/2)                 | Suzanne Lenglen*                           | Suzanne Lenglen (4/8)                      | Molla Mallory (7/8)            |
| 1923 | Margaret Molesworth (2/2) ††              | Suzanne Lenglen*                           | Suzanne Lenglen (5/8)                      | Helen Wills (1/19)             |
| 1924 | Sylvia Lance                              | Julie Vlasto*                              | Kathleen McKane (1/2)                      | Helen Wills (2/19)             |
| 1925 | Daphne Akhurst (1/5)                      | Suzanne Lenglen (6/8)                      | Suzanne Lenglen (7/8)                      | Helen Wills (3/19)             |
| 1926 | Daphne Akhurst (2/5)                      | Suzanne Lenglen (8/8)                      | Kathleen McKane Godfree (2/2)              | Molla Mallory (8/8)            |
| År   | Australsk mesterskab                      | Fransk mesterskab                          | Wimbledon                                  | Amerikansk mesterskab          |
| 1927 | Esna Boyd                                 | Kornelia Bouman                            | Helen Wills (4/19)                         | Helen Wills (5/19)             |
| 1928 | Daphne Akhurst (3/5)                      | Helen Wills (6/19)                         | Helen Wills (7/19)                         | Helen Wills (8/19)             |
| 1929 | Daphne Akhurst (4/5)                      | Helen Wills (9/19)                         | Helen Wills (10/19)                        | Helen Wills (11/19)            |
| 1930 | Daphne Akhurst (5/5)                      | Helen Wills Moody (12/19)                  | Helen Wills Moody (13/19)                  | Betty Nuthall                  |
| 1931 | Coral McInnes Buttsworth (1/2)            | Cilly Aussem (1/2)                         | Cilly Aussem (2/2)                         | Helen Wills Moody (14/19)      |
| 1932 | Coral McInnes Buttsworth (2/2)            | Helen Wills Moody (15/19)                  | Helen Wills Moody (16/19)                  | Helen Jacobs (1/5)             |
| 1933 | Joan Hartigan (1/3)                       | Margaret Scriven (1/2)                     | Helen Wills Moody (17/19)                  | Helen Jacobs (2/5)             |
| 1934 | Joan Hartigan (2/3)                       | Margaret Scriven (2/2)                     | Dorothy Round (1/3)                        | Helen Jacobs (3/5)             |
| 1935 | Dorothy Round (2/3)                       | Hilde Sperling (1/3)                       | Helen Wills Moody (18/19)                  | Helen Jacobs (4/5)             |
| 1936 | Joan Hartigan (3/3)                       | Hilde Sperling (2/3)                       | Helen Jacobs (5/5)                         | Alice Marble (1/5)             |
| 1937 | Nancye Wynne (1/6)                        | Hilde Sperling (3/3)                       | Dorothy Round (3/3)                        | Anita Lizana                   |
| 1938 | Dorothy Cheney                            | Simonne Mathieu (1/2)                      | Helen Wills Moody (19/19)                  | Alice Marble (2/5)             |
| 1939 | Emily Hood Westacott                      | Simonne Mathieu (2/2)                      | Alice Marble (3/5)                         | Alice Marble (4/5)             |
| 1940 | Nancye Wynne (2/6)                        | Intet mesterskab                           | Ingen mesterskaber pga. anden verdenskrig  | Alice Marble (5/5)             |
| 1941 | Ingen mesterskaber pga. anden verdenskrig | Alice Weiwers†                             | Ingen mesterskaber pga. anden verdenskrig  | Sarah Palfrey Cooke (1/2)      |
| 1942 | Ingen mesterskaber pga. anden verdenskrig | Alice Weiwers†                             | Ingen mesterskaber pga. anden verdenskrig  | Pauline Betz (1/5)             |
| 1943 | Ingen mesterskaber pga. anden verdenskrig | Simone Iribarne Lafargue†                  | Ingen mesterskaber pga. anden verdenskrig  | Pauline Betz (2/5)             |
| 1944 | Ingen mesterskaber pga. anden verdenskrig | Raymonde Veber Jones†                      | Ingen mesterskaber pga. anden verdenskrig  | Pauline Betz (3/5)             |
| 1945 | Ingen mesterskaber pga. anden verdenskrig | Lolette Payot†                             | Ingen mesterskaber pga. anden verdenskrig  | Sarah Palfrey Cooke (2/2)      |
| 1946 | Nancye Bolton (3/6)                       | Margaret Osborne (1/6)                     | Pauline Betz (4/5)                         | Pauline Betz (5/5)             |
| 1947 | Nancye Bolton (4/6)                       | Patricia Todd                              | Margaret Osborne (2/6)                     | Louise Brough (1/6)            |
| 1948 | Nancye Bolton (5/6)                       | Nelly Landry                               | Louise Brough (2/6)                        | Margaret Osborne duPont (3/6)  |
| 1949 | Doris Hart (1/6)                          | Margaret Osborne duPont (4/6)              | Louise Brough (3/6)                        | Margaret Osborne duPont (5/6)  |
| 1950 | Louise Brough (4/6)                       | Doris Hart (2/6)                           | Louise Brough (5/6)                        | Margaret Osborne duPont (6/6)  |
| 1951 | Nancye Bolton (6/6)                       | Shirley Fry (1/4)                          | Doris Hart (3/6)                           | Maureen Connolly (1/9)         |
| 1952 | Thelma Long (1/2)                         | Doris Hart (4/6)                           | Maureen Connolly (2/9)                     | Maureen Connolly (3/9)         |
| 1953 | Maureen Connolly (4/9)                    | Maureen Connolly (5/9)                     | Maureen Connolly (6/9)                     | Maureen Connolly (7/9)         |
| 1954 | Thelma Long (2/2)                         | Maureen Connolly (8/9)                     | Maureen Connolly (9/9)                     | Doris Hart (5/6)               |
| 1955 | Beryl Penrose                             | Angela Mortimer (1/3)                      | Louise Brough (6/6)                        | Doris Hart (6/6)               |
| 1956 | Mary Carter (1/2)                         | Althea Gibson (1/5)                        | Shirley Fry (2/4)                          | Shirley Fry (3/4)              |
| 1957 | Shirley Fry (4/4)                         | Shirley Bloomer                            | Althea Gibson (2/5)                        | Althea Gibson (3/5)            |
| 1958 | Angela Mortimer (2/3)                     | Zsuzsa Körmöczy                            | Althea Gibson (4/5)                        | Althea Gibson (5/5)            |
| 1959 | Mary Reitano (2/2)                        | Christine Truman                           | Maria Bueno (1/7)                          | Maria Bueno (2/7)              |
| 1960 | Margaret Smith (1/24)                     | Darlene Hard (1/3)                         | Maria Bueno (3/7)                          | Darlene Hard (2/3)             |
| 1961 | Margaret Smith (2/24)                     | Ann Haydon (1/3)                           | Angela Mortimer (3/3)                      | Darlene Hard (3/3)             |
| 1962 | Margaret Smith (3/24)                     | Margaret Smith (4/24)                      | Karen Susman                               | Margaret Smith (5/24)          |
| 1963 | Margaret Smith (6/24)                     | Lesley Turner (1/2)                        | Margaret Smith (7/24)                      | Maria Bueno (4/7)              |
| 1964 | Margaret Smith (8/24)                     | Margaret Smith (9/24)                      | Maria Bueno (5/7)                          | Maria Bueno (6/7)              |
| 1965 | Margaret Smith (10/24)                    | Lesley Turner (2/2)                        | Margaret Smith (11/24)                     | Margaret Smith (12/24)         |
| 1966 | Margaret Smith (13/24)                    | Ann Jones (2/3)                            | Billie Jean King (1/12)                    | Maria Bueno (7/7)              |
| 1967 | Nancy Richey (1/2)                        | Françoise Dürr                             | Billie Jean King (2/12)                    | Billie Jean King (3/12)        |
| 1968 | Billie Jean King (4/12)                   | French Open                                | Wimbledon                                  | US Open                        |
| 1968 | Australian Open                           | Nancy Richey (2/2)                         | Billie Jean King (5/12)                    | Virginia Wade (1/3)            |
| 1969 | Margaret Court (14/24)                    | Margaret Court (15/24)                     | Ann Jones (3/3)                            | Margaret Court (16/24)         |
| 1970 | Margaret Court (17/24)                    | Margaret Court (18/24)                     | Margaret Court (19/24)                     | Margaret Court (20/24)         |
| 1971 | Margaret Court (21/24)                    | Evonne Goolagong (1/7)                     | Evonne Goolagong (2/7)                     | Billie Jean King (6/12)        |
| 1972 | Virginia Wade (2/3)                       | Billie Jean King (7/12)                    | Billie Jean King (8/12)                    | Billie Jean King (9/12)        |
| 1973 | Margaret Court (22/24)                    | Margaret Court (23/24)                     | Billie Jean King (10/12)                   | Margaret Court (24/24)         |
| 1974 | Evonne Goolagong (3/7)                    | Chris Evert (1/18)                         | Chris Evert (2/18)                         | Billie Jean King (11/12)       |
| 1975 | Evonne Goolagong (4/7)                    | Chris Evert (3/18)                         | Billie Jean King (12/12)                   | Chris Evert (4/18)             |
| 1976 | Evonne Cawley (5/7)                       | Sue Barker                                 | Chris Evert (5/18)                         | Chris Evert (6/18)             |

| År   | Australian Open (jan.) | French Open   | Wimbledon           | US Open            | Australian Open (dec.) |
| ---- | ---------------------- | ------------- | ------------------- | ------------------ | ---------------------- |
| 1977 | Kerry Reid             | Mima Jaušovec | Virginia Wade (3/3) | Chris Evert (7/18) | Evonne Cawley (6/7)    |

| År   | French Open                | Wimbledon                     | US Open                     | Australian Open               |
| ---- | -------------------------- | ----------------------------- | --------------------------- | ----------------------------- |
| 1978 | Virginia Ruzici            | Martina Navratilova (1/18)    | Chris Evert (8/18)          | Chris O'Neil                  |
| 1979 | Chris Evert (9/18)         | Martina Navratilova (2/18)    | Tracy Austin (1/2)          | Barbara Jordan                |
| 1980 | Chris Evert (10/18)        | Evonne Cawley (7/7)           | Chris Evert (11/18)         | Hana Mandlíková (1/4)         |
| 1981 | Hana Mandlíková (2/4)      | Chris Evert (12/18)           | Tracy Austin (2/2)          | Martina Navratilova (3/18)    |
| 1982 | Martina Navratilova (4/18) | Martina Navratilova (5/18)    | Chris Evert (13/18)         | Chris Evert (14/18)           |
| 1983 | Chris Evert (15/18)        | Martina Navratilova (6/18)    | Martina Navratilova (7/18)  | Martina Navratilova (8/18)    |
| 1984 | Martina Navratilova (9/18) | Martina Navratilova (10/18)   | Martina Navratilova (11/18) | Chris Evert (16/18)           |
| 1985 | Chris Evert (17/18)        | Martina Navratilova (12/18)   | Hana Mandlíková (3/4)       | Martina Navratilova (13/18)   |
| 1986 | Chris Evert (18/18)        | Martina Navratilova (14/18)   | Martina Navratilova (15/18) | -                             |
| År   | Australian Open            | French Open                   | Wimbledon                   | US Open                       |
| 1987 | Hana Mandlíková (4/4)      | Steffi Graf (1/22)            | Martina Navratilova (16/18) | Martina Navratilova (17/18)   |
| 1988 | Steffi Graf (2/22)         | Steffi Graf (3/22)            | Steffi Graf (4/22)          | Steffi Graf (5/22)            |
| 1989 | Steffi Graf (6/22)         | Arantxa Sánchez Vicario (1/4) | Steffi Graf (7/22)          | Steffi Graf (8/22)            |
| 1990 | Steffi Graf (9/22)         | Monica Seles (1/9)            | Martina Navratilova (18/18) | Gabriela Sabatini             |
| 1991 | Monica Seles (2/9)         | Monica Seles (3/9)            | Steffi Graf (10/22)         | Monica Seles (4/9)            |
| 1992 | Monica Seles (5/9)         | Monica Seles (6/9)            | Steffi Graf (11/22)         | Monica Seles (7/9)            |
| 1993 | Monica Seles (8/9)         | Steffi Graf (12/22)           | Steffi Graf (13/22)         | Steffi Graf (14/22)           |
| 1994 | Steffi Graf (15/22)        | Arantxa Sánchez Vicario (2/4) | Conchita Martínez           | Arantxa Sánchez Vicario (3/4) |
| 1995 | Mary Pierce (1/2)          | Steffi Graf (16/22)           | Steffi Graf (17/22)         | Steffi Graf (18/22)           |
| 1996 | Monica Seles (9/9)         | Steffi Graf (19/22)           | Steffi Graf (20/22)         | Steffi Graf (21/22)           |
| 1997 | Martina Hingis (1/5)       | Iva Majoli                    | Martina Hingis (2/5)        | Martina Hingis (3/5)          |
| 1998 | Martina Hingis (4/5)       | Arantxa Sánchez Vicario (4/4) | Jana Novotná                | Lindsay Davenport (1/3)       |
| 1999 | Martina Hingis (5/5)       | Steffi Graf (22/22)           | Lindsay Davenport (2/3)     | Serena Williams (1/23)        |
| 2000 | Lindsay Davenport (3/3)    | Mary Pierce (2/2)             | Venus Williams (1/7)        | Venus Williams (2/7)          |
| 2001 | Jennifer Capriati (1/3)    | Jennifer Capriati (2/3)       | Venus Williams (3/7)        | Venus Williams (4/7)          |
| 2002 | Jennifer Capriati (3/3)    | Serena Williams (2/23)        | Serena Williams (3/23)      | Serena Williams (4/23)        |
| 2003 | Serena Williams (5/23)     | Justine Henin (1/7)           | Serena Williams (6/23)      | Justine Henin (2/7)           |
| 2004 | Justine Henin (3/7)        | Anastasija Myskina            | Marija Sharapova (1/5)      | Svetlana Kuznetsova (1/2)     |
| 2005 | Serena Williams (7/23)     | Justine Henin (4/7)           | Venus Williams (5/7)        | Kim Clijsters (1/4)           |
| 2006 | Amélie Mauresmo (1/2)      | Justine Henin (5/7)           | Amélie Mauresmo (2/2)       | Marija Sjarapova (2/5)        |
| 2007 | Serena Williams (8/23)     | Justine Henin (6/7)           | Venus Williams (6/7)        | Justine Henin (7/7)           |
| 2008 | Marija Sjarapova (3/5)     | Ana Ivanovic                  | Venus Williams (7/7)        | Serena Williams (9/23)        |
| 2009 | Serena Williams (10/23)    | Svetlana Kuznetsova (2/2)     | Serena Williams (11/23)     | Kim Clijsters (2/4)           |
| 2010 | Serena Williams (12/23)    | Francesca Schiavone           | Serena Williams (13/23)     | Kim Clijsters (3/4)           |
| 2011 | Kim Clijsters (4/4)        | Li Na (1/2)                   | Petra Kvitová (1/2)         | Samantha Stosur               |
| 2012 | Viktorija Azarenka (1/2)   | Marija Sjarapova (4/5)        | Serena Williams (14/23)     | Serena Williams (15/23)       |
| 2013 | Viktorija Azarenka (2/2)   | Serena Williams (16/23)       | Marion Bartoli              | Serena Williams (17/23)       |
| 2014 | Li Na (2/2)                | Marija Sjarapova (5/5)        | Petra Kvitová (2/2)         | Serena Williams (18/23)       |
| 2015 | Serena Williams (19/23)    | Serena Williams (20/23)       | Serena Williams (21/23)     | Flavia Pennetta               |
| 2016 | Angelique Kerber (1/3)     | Garbiñe Muguruza (1/2)        | Serena Williams (22/23)     | Angelique Kerber (2/3)        |
| 2017 | Serena Williams (23/23)    | Jeļena Ostapenko              | Garbiñe Muguruza (2/2)      | Sloane Stephens               |
| 2018 | Caroline Wozniacki         | Simona Halep (1/2)            | Angelique Kerber (3/3)      | Naomi Osaka (1/4)             |
| 2019 | Naomi Osaka (2/4)          | Ashleigh Barty (1/3)          | Simona Halep (2/2)          | Bianca Andreescu              |
| År   | Australian Open            | Wimbledon                     | US Open                     | French Open                   |
| 2020 | Sofia Kenin                | Aflyst pga. COVID-19-pandemi  | Naomi Osaka (3/4)           | Iga Świątek (1/6)             |
| År   | Australian Open            | French Open                   | Wimbledon                   | US Open                       |
| 2021 | Naomi Osaka (4/4)          | Barbora Krejčíková (1/2)      | Ashleigh Barty (2/3)        | Emma Raducanu                 |
| 2022 | Ashleigh Barty (3/3)       | Iga Świątek (2/6)             | Jelena Rybakina             | Iga Świątek (3/6)             |
| 2023 | Aryna Sabalenka (1/3)      | Iga Świątek (4/6)             | Markéta Vondroušová         | Coco Gauff (1/2)              |
| 2024 | Aryna Sabalenka (2/3)      | Iga Świątek (5/6)             | Barbora Krejčíková (2/2)    | Aryna Sabalenka (3/3)         |
| 2025 | Madison Keys               | Coco Gauff (2/2)              | Iga Świątek (6/6)           |                               |

| En spiller vandt alle 4 grand slam-titler i et kalenderår                                                                                        |
| En spiller vandt 3 grand slam-titler i et kalenderår                                                                                             |
| En spiller vandt 2 grand slam-titler i et kalenderår                                                                                             |
| * Turnering forbeholdt franske statsborgere og medlemmer fra franske tennisklubber. Betragtes ikke som grand slam-mesterskaber.                  |
| † Turnering afholdt under den tyske besættelse. Anerkendes ikke af Fédération Française de Tennis og betragtes ikke som grand slam-mesterskaber. |
| †† Spillet i august 1923 mellem Wimbledon-mesterskaberne og de amerikanske mesterskaber.                                                         |

## Statistik

### Flest titler

#### Hele historien
Spillere med mindst fem grand slam-titler i damesingle. Aktive spillere er angivet med fed skrift.
| Spiller                   | Total | AUS | FRA | WIM | US |
| ------------------------- | ----- | --- | --- | --- | -- |
| Margaret Court            | 24    | 11  | 5   | 3   | 5  |
| Serena Williams           | 23    | 7   | 3   | 7   | 6  |
| Steffi Graf               | 22    | 4   | 6   | 7   | 5  |
| Helen Wills Moody         | 19    | -   | 4   | 8   | 7  |
| Chris Evert               | 18    | 2   | 7   | 3   | 6  |
| Martina Navratilova       | 18    | 3   | 2   | 9   | 4  |
| Billie Jean King          | 12    | 1   | 1   | 6   | 4  |
| Maureen Connolly          | 9     | 1   | 2   | 3   | 3  |
| Monica Seles              | 9     | 4   | 3   | -   | 2  |
| Suzanne Lenglen           | 8     | -   | 2   | 6   | -  |
| Molla Bjurstedt Mallory   | 8     | -   | -   | -   | 8  |
| Dorothea Lambert Chambers | 7     | -   | -   | 7   | -  |
| Maria Bueno               | 7     | -   | -   | 3   | 4  |
| Evonne Goolagong          | 7     | 4   | 1   | 2   | -  |
| Justine Henin             | 7     | 1   | 4   | -   | 2  |
| Venus Williams            | 7     | -   | -   | 5   | 2  |
| Blanche Bingley Hillyard  | 6     | -   | -   | 6   | -  |
| Margaret Osborne          | 6     | -   | 2   | 1   | 3  |
| Nancye Wynne Bolton       | 6     | 6   | -   | -   | -  |
| Louise Brough             | 6     | 1   | -   | 4   | 1  |
| Doris Hart                | 6     | 1   | 2   | 1   | 2  |
| Iga Świątek               | 6     | -   | 4   | 1   | 1  |
| Lottie Dod                | 5     | -   | -   | 5   | -  |
| Charlotte Cooper Sterry   | 5     | -   | -   | 5   | -  |
| Daphne Akhurst            | 5     | 5   | -   | -   | -  |
| Helen Jacobs              | 5     | -   | -   | 1   | 4  |
| Alice Marble              | 5     | -   | -   | 1   | 4  |
| Pauline Betz              | 5     | -   | -   | 1   | 4  |
| Althea Gibson             | 5     | -   | 1   | 2   | 2  |
| Martina Hingis            | 5     | 3   | -   | 1   | 1  |
| Marija Sjarapova          | 5     | 1   | 2   | 1   | 1  |

#### Den åbne æra
Spillere med mindst to grand slam-titler i damesingle i den åbne æra, dvs. regnet fra og med French Open 1968. Aktive spillere er angivet med fed skrift.
| Spiller                 | Total | AUS | FRA | WIM | US |
| ----------------------- | ----- | --- | --- | --- | -- |
| Serena Williams         | 23    | 7   | 3   | 7   | 6  |
| Steffi Graf             | 22    | 4   | 6   | 7   | 5  |
| Chris Evert             | 18    | 2   | 7   | 3   | 6  |
| Martina Navratilova     | 18    | 3   | 2   | 9   | 4  |
| Margaret Court          | 11    | 4   | 3   | 1   | 3  |
| Monica Seles            | 9     | 4   | 3   | -   | 2  |
| Billie Jean King        | 8     | -   | 1   | 4   | 3  |
| Evonne Goolagong Cawley | 7     | 4   | 1   | 2   | -  |
| Justine Henin           | 7     | 1   | 4   | -   | 2  |
| Venus Williams          | 7     | -   | -   | 5   | 2  |
| Iga Świątek             | 6     | -   | 4   | 1   | 1  |
| Martina Hingis          | 5     | 3   | -   | 1   | 1  |
| Marija Sjarapova        | 5     | 1   | 2   | 1   | 1  |
| Hana Mandlíková         | 4     | 2   | 1   | -   | 1  |
| Arantxa Sánchez Vicario | 4     | -   | 3   | -   | 1  |
| Kim Clijsters           | 4     | 1   | -   | -   | 3  |
| Naomi Osaka             | 4     | 2   | -   | -   | 2  |
| Virginia Wade           | 3     | 1   | -   | 1   | 1  |
| Lindsay Davenport       | 3     | 1   | -   | 1   | 1  |
| Jennifer Capriati       | 3     | 2   | 1   | -   | -  |
| Angelique Kerber        | 3     | 1   | -   | 1   | 1  |
| Ashleigh Barty          | 3     | 1   | 1   | 1   | -  |
| Aryna Sabalenka         | 3     | 2   | -   | -   | 1  |
| Tracy Austin            | 2     | -   | -   | -   | 2  |
| Mary Pierce             | 2     | 1   | 1   | -   | -  |
| Amélie Mauresmo         | 2     | 1   | -   | 1   | -  |
| Svetlana Kuznetsova     | 2     | -   | 1   | -   | 1  |
| Viktorija Azarenka      | 2     | 2   | -   | -   | -  |
| Li Na                   | 2     | 1   | 1   | -   | -  |
| Petra Kvitová           | 2     | -   | -   | 2   | -  |
| Garbiñe Muguruza        | 2     | -   | 1   | 1   | -  |
| Simona Halep            | 2     | -   | 1   | 1   | -  |
| Barbora Krejčíková      | 2     | -   | 1   | 1   | -  |
| Coco Gauff              | 2     | -   | 1   | -   | 1  |

### Flest titler i hver grand slam-turnering
| Mesterskab      | Hele historien | Hele historien      | Den åbne æra | Den åbne æra                |
| Mesterskab      | Antal titler   | Spiller(e)          | Antal titler | Spiller(e)                  |
| --------------- | -------------- | ------------------- | ------------ | --------------------------- |
| Australian Open | 11             | Margaret Court      | 7            | Serena Williams             |
| French Open     | 7              | Chris Evert         | 7            | Chris Evert                 |
| Wimbledon       | 9              | Martina Navratilova | 9            | Martina Navratilova         |
| US Open         | 8              | Molla Mallory       | 6            | Chris Evert Serena Williams |

### Flest titler i træk
| Titler i træk | Spiller             | År      | Første titel         | Sidste titel         |
| ------------- | ------------------- | ------- | -------------------- | -------------------- |
| 6             | Maureen Connolly    | 1952–53 | Wimbledon 1952       | US National 1953     |
| 6             | Margaret Court      | 1969–71 | US Open 1969         | Australian Open 1971 |
| 6             | Martina Navratilova | 1983–84 | Wimbledon 1983       | US Open 1984         |
| 5             | Steffi Graf         | 1988–89 | Australian Open 1988 | Australian Open 1989 |
| 4             | Steffi Graf         | 1993–94 | French Open 1993     | Australian Open 1994 |
| 4             | Serena Williams     | 2002–03 | French Open 2002     | Australian Open 2003 |
| 4             | Serena Williams     | 2014–15 | US Open 2014         | Wimbledon 2015       |
| 3             | Helen Wills         | 1928    | Franske 1928         | US National 1928     |
| 3             | Helen Wills         | 1929    | Franske 1929         | US National 1929     |
| 3             | Margaret Smith      | 1965–66 | Wimbledon 1965       | Australske 1966      |
| 3             | Billie Jean King    | 1967–68 | Wimbledon 1967       | Australske 1968      |
| 3             | Billie Jean King    | 1972    | French Open 1972     | US Open 1972         |
| 3             | Chris Evert         | 1982–83 | US Open 1982         | French Open 1983     |
| 3             | Steffi Graf         | 1989–90 | Wimbledon 1989       | Australian Open 1990 |
| 3             | Monica Seles        | 1991–92 | US Open 1991         | French Open 1992     |
| 3             | Steffi Graf         | 1995    | French Open 1995     | US Open 1995         |
| 3             | Steffi Graf         | 1996    | French Open 1996     | US Open 1996         |
| 3             | Martina Hingis      | 1997–98 | Wimbledon 1997       | Australian Open 1998 |

### Grand slam
Kun tre spillere har formået at vinde alle fire mesterskaber i et kalenderår.
| Spiller                                       | År    |
| --------------------------------------------- | ----- |
| Maureen Connolly                              | 1953  |
| Margaret Court                                | 1970  |
| Steffi Graf                                   | 1988* |
| * Golden Slam (dvs. vandt også olympisk guld) |       |

### Karriere-grand slam
Spillere, der har vundet alle fire grand slam-mesterskaber i løbet af deres karrierer. De angivne årstal angiver første titel ved det pågældende mesterskab. Det sidst vundne mesterskab er angivet med fed skrift.
| Spiller             | Australian Open | French Open | Wimbledon | US Open |
| ------------------- | --------------- | ----------- | --------- | ------- |
| Maureen Connolly    | 1953            | 1953        | 1952      | 1951    |
| Doris Hart          | 1949            | 1950        | 1951      | 1954    |
| Shirley Fry         | 1957            | 1951        | 1956      | 1956    |
| Margaret Court      | 1960            | 1962        | 1963      | 1962    |
| Billie Jean King    | 1968            | 1972        | 1966      | 1967    |
| Chris Evert         | 1982            | 1974        | 1974      | 1975    |
| Martina Navratilova | 1981            | 1982        | 1978      | 1983    |
| Steffi Graf         | 1988            | 1987        | 1988      | 1988    |
| Serena Williams     | 2003            | 2002        | 2002      | 1999    |
| Marija Sjarapova    | 2008            | 2012        | 2004      | 2006    |

### Vindere af tre titler i et kalenderår
Note: spillere med fire titler på et kalenderår er ikke medtaget her.
| Spiller             | Australian Open French Open Wimbledon | Australian Open French Open US Open | Australian Open Wimbledon US Open | French Open Wimbledon US Open |
| ------------------- | ------------------------------------- | ----------------------------------- | --------------------------------- | ----------------------------- |
| Helen Wills         |                                       |                                     |                                   | 1928, 1929                    |
| Margaret Court      |                                       | 1962, 1969, 1973                    | 1965                              |                               |
| Billie Jean King    |                                       |                                     |                                   | 1972                          |
| Martina Navratilova |                                       |                                     | 1983                              | 1984                          |
| Steffi Graf         |                                       |                                     | 1989                              | 1993, 1995, 1996              |
| Monica Seles        |                                       | 1991, 1992                          |                                   |                               |
| Martina Hingis      |                                       |                                     | 1997                              |                               |
| Serena Williams     | 2015                                  |                                     |                                   | 2002                          |

### Vindere af to titler i et kalenderår
Note: Spillere med mere end to titler i et kalenderår er ikke medtaget her.
| Spiller                 | Australian Open French Open | Australian Open Wimbledon | Australian Open US Open | French Open Wimbledon | French Open US Open | Wimbledon US Open |
| ----------------------- | --------------------------- | ------------------------- | ----------------------- | --------------------- | ------------------- | ----------------- |
| Suzanne Lenglen         |                             |                           |                         | 1925                  |                     |                   |
| Helen Wills Moody       |                             |                           |                         | 1930, 1932            |                     |                   |
| Alice Marble            |                             |                           |                         |                       |                     | 1939              |
| Pauline Betz            |                             |                           |                         |                       |                     | 1946              |
| Margaret Osborne        |                             |                           |                         |                       | 1949                |                   |
| Louise Brough           |                             | 1950                      |                         |                       |                     |                   |
| Maureen Connolly        |                             |                           |                         | 1954                  |                     | 1952              |
| Shirley Fry             |                             |                           |                         |                       |                     | 1956              |
| Althea Gibson           |                             |                           |                         |                       |                     | 1957, 1958        |
| Maria Bueno             |                             |                           |                         |                       |                     | 1959, 1964        |
| Darlene Hard            |                             |                           |                         |                       | 1960                |                   |
| Margaret Smith          | 1964                        | 1963                      |                         |                       |                     |                   |
| Billie Jean King        |                             | 1968                      |                         |                       |                     | 1967              |
| Evonne Goolagong        |                             |                           |                         | 1971                  |                     |                   |
| Chris Evert             |                             |                           | 1982                    | 1974                  | 1975, 1980          | 1976              |
| Martina Navratilova     |                             | 1985                      |                         | 1982                  |                     | 1986, 1987        |
| Arantxa Sánchez Vicario |                             |                           |                         |                       | 1994                |                   |
| Jennifer Capriati       | 2001                        |                           |                         |                       |                     |                   |
| Venus Williams          |                             |                           |                         |                       |                     | 2000, 2001        |
| Justine Henin           |                             |                           |                         |                       | 2003, 2007          |                   |
| Serena Williams         |                             | 2003, 2009, 2010          |                         |                       | 2013                | 2012              |
| Amélie Mauresmo         |                             | 2006                      |                         |                       |                     |                   |
| Angelique Kerber        |                             |                           | 2016                    |                       |                     |                   |
| Iga Świątek             |                             |                           |                         |                       | 2022                |                   |
| Aryna Sabalenka         |                             |                           | 2024                    |                       |                     |                   |

### Spillere med titler flest år i træk
Spillere med mindst én grand slam-titel flest år i træk.
| År i træk | Periode | Spiller             |
| --------- | ------- | ------------------- |
| 13        | 1974–86 | Chris Evert         |
| 10        | 1987–96 | Steffi Graf         |
| 7         | 1927–33 | Helen Wills         |
| 7         | 1960–66 | Margaret Smith      |
| 7         | 1981–87 | Martina Navratilova |

### Vindere af titler uden sættab i den åbne æra
| Spiller                 | Antal | Australian Open        | French Open | Wimbledon              | US Open          |
| ----------------------- | ----- | ---------------------- | ----------- | ---------------------- | ---------------- |
| Martina Navratilova     | 6     | -                      | -           | 1983, 1984, 1986, 1990 | 1983, 1987       |
| Serena Williams         | 6     | 2017                   | -           | 2002, 2010             | 2002, 2008, 2014 |
| Chris Evert             | 5     | -                      | 1974        | 1981                   | 1976, 1977, 1978 |
| Evonne Goolagong Cawley | 4     | 1975, 1976, 1977 (dec) | 1971        | -                      | -                |
| Steffi Graf             | 5     | 1988, 1989, 1994       | 1988        | -                      | 1996             |
| Margaret Court          | 3     | 1970, 1973             | -           | -                      | 1969             |
| Billie Jean King        | 3     | -                      | 1972        | -                      | 1971, 1972       |
| Lindsay Davenport       | 3     | 2000                   | -           | 1999                   | 1998             |
| Justine Henin           | 3     | -                      | 2006, 2007  | -                      | 2007             |
| Martina Hingis          | 2     | 1997                   | -           | -                      | 1997             |
| Venus Williams          | 2     | -                      | -           | 2008                   | 2001             |
| Chris O'Neil            | 1     | 1978                   | -           | -                      | -                |
| Monica Seles            | 1     | -                      | -           | -                      | 1992             |
| Arantxa Sánchez Vicario | 1     | -                      | 1994        | -                      | -                |
| Mary Pierce             | 1     | 1995                   | -           | -                      | -                |
| Marija Sjarapova        | 1     | 2008                   | -           | -                      | -                |
| Marion Bartoli          | 1     | -                      | -           | 2013                   | -                |
| Iga Świątek             | 1     | -                      | 2020        | -                      | -                |
| Emma Raducanu           | 1     | -                      | -           | -                      | 2021             |
| Ashleigh Barty          | 1     | 2022                   | -           | -                      | -                |
| Aryna Sabalenka         | 1     | 2024                   | -           | -                      | -                |
| Total                   | 50    | 16                     | 8           | 10                     | 18               |

| Flest titler uden sættab i det pågældende grand slam-mesterskab.                                                 |
| Spilleren vandt tre forskellige grand slam-mesterskaber uden sættab.                                             |
| Årstal fremhævet med fed skrift angiver år, hvor en spiller vandt mindst to titler uden sættab på et kalenderår. |

### Flest mesterskaber i træk med forskellige vindere
| Mesterskaber | År      | Første titel              | Sidste titel     | Mestre |
| ------------ | ------- | ------------------------- | ---------------- | --- |
| 9            | 1905–09 | Amerikanske 1905          | Amerikanske 1909 | Elisabeth Moore, Dorothea Douglass, Helen Homans, May Sutton, Evelyn Sears, Charlotte Cooper Sterry, Maud Barger-Wallach, Dora Boothby, Hazel Hotchkiss Wightman |
| 9            | 1936–38 | Wimbledon 1936            | Wimbledon 1938   | Helen Jacobs, Alice Marble, Nancye Wynne, Hilde Sperling, Dorothy Round, Anita Lizana, Dorothy Cheney, Simonne Mathieu, Helen Wills Moody                        |
| 9            | 1937–39 | Australske 1937           | Australske 1939  | Nancye Wynne, Hilde Sperling, Dorothy Round, Anita Lizana, Dorothy Cheney, Simonne Mathieu, Helen Wills Moody, Alice Marble, Emily Hood Westacott                |
| 8            | 2017–18 | Australian Open 2017      | US Open 2018     | Serena Williams, Jeļena Ostapenko, Garbiñe Muguruza, Sloane Stephens, Caroline Wozniacki, Simona Halep, Angelique Kerber, Naomi Osaka                            |
| 7            | 1892–95 | Amerikanske 1892          | Amerikanske 1896 | Mabel Cahill, Lottie Dod, Aline Terry, Blanche Hillyard, Helen Hellwig, Charlotte Cooper, Juliette Atkinson                                                      |
| 7            | 1900–03 | Wimbledon 1900            | Wimbledon 1903   | Blanche Hillyard, Myrtle McAteer, Charlotte Cooper Sterry, Elisabeth Moore, Muriel Robb, Martion Jones, Dorothea Douglass                                        |
| 7            | 1925–27 | Amerikanske 1925          | Franske 1927     | Helen Wills, Daphne Akhurst, Suzanne Lenglen, Kathleen McKane Godfree, Molla Mallory, Esna Boyd, Kornelia Bouman                                                 |
| 7            | 1926–27 | Australasiatiske 1926     | Wimbledon 1927   | Daphne Akhurst, Suzanne Lenglen, Kathleen McKane Godfree, Molla Mallory, Esna Boyd, Kornelia Bouman, Helen Wills                                                 |
| 7            | 1977–78 | Australian Open jan. 1977 | Wimbledon 1978   | Kerry Reid, Mima Jaušovec, Virginia Wade, Chris Evert, Evonne Cawley, Virginia Ruzici, Martina Navratilova                                                       |
| 7            | 2011–12 | Australian Open 2011      | Wimbledon 2012   | Kim Clijsters, Li Na, Petra Kvitová, Samantha Stosur, Viktorija Azarenka, Marija Sjarapova, Serena Williams                                                      |
| 6            | 1922–24 | Amerikanske 1922          | Wimbledon 1924   | Molla Mallory, Suzanne Lenglen, Margaret Molesworth, Helen Wills, Sylvia Lance, Kathleen McKane                                                                  |
| 6            | 1966–67 | Australske 1966           | Franske 1967     | Margaret Smith, Ann Jones, Billie Jean King, Maria Bueno, Nancy Richey, Françoise Dürr                                                                           |
| 6            | 2019–20 | French Open 2019          | French Open 2020 | Ashleigh Barty, Simona Halep, Bianca Andreescu, Sofia Kenin, Naomi Osaka, Iga Świątek                                                                            |

### Flest titler efter spillerens nationalitet

#### Hele historien
| Land                                                   | Antal titler |
| ------------------------------------------------------ | ------------ |
| USA                                                    | 206          |
| Australien                                             | 65           |
| Storbritannien                                         | 52           |
| Tyskland                                               | 30           |
| Frankrig                                               | 17           |
| Belgien                                                | 11           |
| SFR Jugoslavien (6) · FR Jugoslavien (3) · Serbien (1) | 10           |
| Tjekkiet (6) · Tjekkoslovakiet (4)                     | 10           |
| Rusland                                                | 8            |
| Brasilien                                              | 7            |
| Spanien                                                | 7            |
| Polen                                                  | 6            |
| Schweiz                                                | 5            |
| Hviderusland                                           | 5            |
| Japan                                                  | 4            |
| Norge                                                  | 4            |
| Rumænien                                               | 3            |
| Kina                                                   | 2            |
| Italien                                                | 2            |
| Argentina                                              | 1            |
| Canada                                                 | 1            |
| Chile                                                  | 1            |
| Kroatien                                               | 1            |
| Danmark                                                | 1            |
| Holland                                                | 1            |
| Kasakhstan                                             | 1            |
| Letland                                                | 1            |
| Ungarn                                                 | 1            |

#### Den åbne æra
| Land                                                   | Antal titler |
| ------------------------------------------------------ | ------------ |
| USA                                                    | 90           |
| Tyskland                                               | 25           |
| Australien                                             | 24           |
| Belgien                                                | 11           |
| SFR Jugoslavien (6) · FR Jugoslavien (3) · Serbien (1) | 10           |
| Tjekkoslovakiet (4) · Tjekkiet (6)                     | 10           |
| Rusland                                                | 8            |
| Spanien                                                | 7            |
| Storbritannien                                         | 6            |
| Polen                                                  | 6            |
| Frankrig                                               | 5            |
| Schweiz                                                | 5            |
| Hviderusland                                           | 5            |
| Japan                                                  | 4            |
| Rumænien                                               | 3            |
| Italien                                                | 2            |
| Kina                                                   | 2            |
| Argentina                                              | 1            |
| Canada                                                 | 1            |
| Danmark                                                | 1            |
| Kasakhstan                                             | 1            |
| Kroatien                                               | 1            |
| Letland                                                | 1            |

### Unikke grand slam-mestre efter land i den åbne æra
| Land            | Antal spillere | Spiller(e) |
| --------------- | -------------- | --- |
| Argentina       | 1              | Gabriela Sabatini |
| Australien      | 6              | Ashleigh Barty, Margaret Court, Evonne Goolagong, Chris O'Neil, Kerry Reid, Samantha Stosur |
| Belgien         | 2              | Kim Clijsters, Justine Henin |
| Canada          | 1              | Bianca Andreescu |
| Danmark         | 1              | Caroline Wozniacki |
| Frankrig        | 3              | Marion Bartoli, Amélie Mauresmo, Mary Pierce |
| Hviderusland    | 2              | Viktorija Azarenka, Aryna Sabalenka |
| Italien         | 2              | Flavia Pennetta, Francesca Schiavone |
| Japan           | 1              | Naomi Osaka |
| SFR Jugoslavien | 2              | Mima Jaušovec, Monica Seles |
| FR Jugoslavien  | 1              | Monica Seles |
| Kasakhstan      | 1              | Jelena Rybakina |
| Kina            | 1              | Li Na |
| Kroatien        | 1              | Iva Majoli |
| Letland         | 1              | Jeļena Ostapenko |
| Polen           | 1              | Iga Świątek |
| Rumænien        | 2              | Simona Halep, Virginia Ruzici |
| Rusland         | 3              | Svetlana Kuznetsova, Anastasija Myskina, Marija Sjarapova |
| Schweiz         | 1              | Martina Hingis |
| Serbien         | 1              | Ana Ivanovic |
| Spanien         | 3              | Conchita Martínez, Garbiñe Muguruza, Arantxa Sánchez Vicario |
| Storbritannien  | 3              | Sue Barker, Ann Jones, Virginia Wade, Emma Raducanu |
| Tjekkiet        | 3              | Petra Kvitová, Jana Novotná, Barbora Krejčíková, Markéta Vondroušová |
| Tjekkoslovakiet | 1              | Hana Mandlíková |
| Tyskland        | 2              | Steffi Graf, Angelique Kerber |
| USA             | 15             | Tracy Austin, Jennifer Capriati, Lindsay Davenport, Chris Evert, Coco Gauff, Barbara Jordan, Sofia Kenin, Madison Keys, Billie Jean King, Martina Navratilova, Nancy Richey, Monica Seles, Sloane Stephens, Serena Williams, Venus Williams |